# Mary Aubrey-Fletcher, 8. Baroness Braye
Mary Penelope Aubrey-Fletcher, 8. Baroness Braye (* 28. September 1941) ist eine britische Peeress und parteilose Politikerin.

## Leben und Karriere
Aubrey-Fletcher, geborene Verney-Cave, wurde am 29. September 1941 als Tochter von Thomas Verney-Cave, 7. Baron Braye, und Dorothea Donoghue († 1994) geboren.
Üblicherweise benutzt sie ihren mittleren Namen Penelope. Sie besuchte das Assumption Convent in Hengrave Hall und die University of Warwick.
1983 war Aubrey-Fletcher High Sheriff von Northamptonshire.
Sie ist seit 1986 Präsidentin der Blaby Cons. Association, war von 1983–92 stellvertretende Präsidentin des Roten Kreuzes von North Hants, seit 1978 Gouverneurin des St. Andrew’s Hospitals in Northampton, 1983 des Three Shires Hospital, ebenfalls in Northampton, Chairman des School-Committie’s der St. Andrew’s Occupational Therapy School von 1988–93.
Die Baroness hatte auch staatliche Ämter inne. So war sie von 1981–86 Friedensrichter der Grafschaft Northants, 1983 wurde Aubrey-Fletcher High Sheriff von Northamptonshire und 1998 stellvertretender Lord-Lieutenant dieser Grafschaft.
Sie lebt in Stanford Hall, einem Landhaus aus dem späten 17. Jahrhundert bei Lutterworth in Leicestershire. (Stand: 2003). Aubrey-Fletcher gehört der Hereditary Peerage Association an.

## Mitgliedschaft im House of Lords
Nach dem Tod ihres Vaters erbte sie im Dezember 1985 dessen Titel und den damals damit verbundenen Sitz im House of Lords. Ihre Antrittsrede hielt sie am 28. Januar 1987 zum Thema Abtreibung. Ihren Sitz verlor sie durch den House of Lords Act 1999. Für einen der verbleibenden Sitze trat sie nicht an.
Sie ist nicht im  Register of Hereditary Peers verzeichnet, die für eine Nachwahl zur Verfügung stehen.

## Familie
Sie heiratete 1981 Lt.-Col. Edward Henry Lancelot Aubrey-Fletcher, Sohn von Sir Henry Lancelot Aubrey-Fletcher, 6. Baronet, und Mary Augusta Chilton. Sie haben keine Kinder. Die Co-Erbinnen des Titels, der als Barony by writ auch in weiblicher Linie vererbt werden kann, sind ihre Cousinen 2. Grades Linda Kathleen Fothergill und Theresa Beatrice Browne.